# Portia Doubleday
Pour les articles homonymes, voir Doubleday.
Portia Doubleday est une actrice américaine née le 22 juin 1988 à Los Angeles en Californie.
Elle est notamment connue pour avoir interprété le personnage d'Angela Moss dans la série Mr. Robot.

## Biographie
Portia Doubleday est née le 22 juin 1988 à Los Angeles, en Californie. Ses parents sont des anciens acteurs professionnels et sa sœur aînée Kaitlin Doubleday est aussi une actrice.

### Vie privée
Elle admet être hyperactive et se décrit comme un garçon manqué, ayant joué au football pendant 12 ans. En 2010, elle étudiait la psychologie.
Entre 2016 et 2017, elle est en couple avec l'acteur Rami Malek, qui lui donne la réplique dans la série Mr. Robot.

## Carrière
Elle apparaît pour la première fois à la télévision à l'âge de huit ans, dans une publicité.
Peu après, elle obtient un rôle mineur dans le film La Légende de la momie, en 1997.
En 2013, elle joue dans la nouvelle adaptation du roman Carrie de Stephen King, intitulé Carrie : La Vengeance et dans le film Her de Spike Jonze.
En 2015, elle décroche l'un des rôles principaux dans la série Mr. Robot. La série s'achève en 2019.

## Filmographie

### Cinéma

#### Longs métrages
- 1998 : La Légende de la momie (Legend of the Mummy) de Jeffrey Obrow : Margaret jeune
- 2010 : Be Bad ! de Miguel Arteta : Sheeni Saunders
- 2010 : Almost Kings de Philip G. Flores : Lizzie
- 2011 : Big Mamma : De père en fils (Big Mommas : Like Father, Like Son) de John Whitesell : Jasmine
- 2012 : K-11 de Jules Stewart : Butterfly
- 2013 : Carrie : La Vengeance (Carrie) de Kimberly Peirce : Christine Hargensen
- 2013 : Her de Spike Jonze : Isabella
- 2015 : Les Douze Coups de minuit (After the Ball) de Sean Garrity : Kate / Nate
- 2020 : Nightmare Island (Fantasy Island) de Jeff Wadlow : Sloane

### Télévision

#### Séries télévisées
- 2011 : Mr. Sunshine : Heather
- 2015 - 2019 : Mr. Robot : Angela Moss